# بانی ویلر
بانی ویلر (به انگلیسی: Bunny Wailer) با نام اصلی نِویل آوریلی لوینگستون (به انگلیسی: Neville O'Riley Livingston) (زاده ۱۰ آوریل ۱۹۴۷ در کینگستون – درگذشته ۲ مارس ۲۰۲۱ در کینگستون) از صداهای مهم موسیقی «رگی» یا «ره‌گه» جامائیکا بود.
بانی ویلر از نخستین اعضای گروه وایلرز به رهبری باب مارلی بود که به شهرتی جهانی دست یافتند. بانی ویلر واپسین بازمانده این گروه به‌شمار می‌رفت.
بانی ویلر سه جایزه گرمی گرفته‌است و درسال ۲۰۱۷ پیش نشان افتخار جامائیکا را دریافت کرد.
موسیقی رگی، که موسیقی اعتراضی با مضامین اجتماعی و عاطفی است در دهه‌های ۱۹۷۰ و ۱۹۸۰ محبوب زیادی یافت.
بانی ویلر در ۷۳ سالگی در بیمارستانی در کینگستون جامائیکا درگذشت. او از تابستان ۲۰۲۰ به دلیل سکته در بیمارستان بود.